# Baby Gaga
Baby Gaga (opkaldt efter den amerikanske pop sanger Lady Gaga) er en mærke-is, som er lavet på brystmælk fra mennesker, vanilje og citronskal.
Isen er opfundet af Matt O'Connor, som har udtalt at han ser det som et sundt alternativ til de andre is i baren. Isen sælges i Covent Garden i London. Donorerne til mælken bliver medicinsk screenet og mælken pastueriseret. 
Salget startede 25. februar 2011. Inden en uge efter salget startede blev isen beslaglagt af embedsmænd fra Westminster City Council, der skal undersøge, via sikkerhedstest, om den er egnet til menneskeføde. 
Lady Gaga har truet med at sagsøge isbaren, der sælger isen, hvis den ikke ændrer navnet på isen, og hun kalder det at udnytte hendes rygte og velvilje og kvalmefremkaldende, men baren har afvist at ændre navnet efter en anmodning fra hende, hvilket gjorde Matt O'Connor rasende over Gagas antydninger om, at det udnytter hendes navn. 
Isbaren, der server isen, hedder Icecreamists, og isen bliver serveret i cocktail glas. Matt O'Connor, som også ejer baren, har udtalt Selvfølgelig er der nogen, der synes, det er klamt, men i sig selv er isen på brystmælk naturlig, organisk og fritgående, siger O'Connor til Reuters.